# 丁山乡
丁山乡（羅馬化：chu jjo），是中华人民共和国四川省凉山彝族自治州越西县曾经下辖的一个乡。2021年1月12日，撤销丁山乡，将其所属行政区域划归中所镇管辖。

## 行政区划
丁山乡撤销前下辖以下地区：
丁埝村、丁塘村、邓家坝村、东桥村、东联村和东山村。